# Robbie Williams
Robbie Williams, właśc. Robert Peter Maximilian Williams (ur. 13 lutego 1974 w Stoke-on-Trent) – angielski piosenkarz, muzyk, autor tekstów piosenek i multiinstrumentalista.
Wokalista zespołu Take That w latach 1990–1995 i 2009–2012. Od 1997 artysta solowy, wydał 11 albumów studyjnych: Life Thru a Lens (1997), I’ve Been Expecting You (1998), Sing When You’re Winning (2000), Swing When You’re Winning (2001), Escapology (2002), Intensive Care (2005), Rudebox (2006), Reality Killed the Video Star, (2009), Take the Crown (2012), Swings Both Ways (2013) i The Heavy Entertainment Show (2016). Wylansował kilkanaście przebojów, m.in.: „Angels”, „Let Me Entertain You”, „She’s the One”, „Rock DJ”, „Supreme”, „Eternity/The Road to Mandalay”, „Somethin’ Stupid”, „Feel”, „Radio”, „Tripping”, „Bodies” i „Candy”.
Uznawany za najpopularniejszego piosenkarza w Europie, często nazywany „brytyjskim księciem muzyki pop”. W 2004 uznany za jednego z najczęściej słuchanych artystów w brytyjskich rozgłośniach radiowych. W 2005 określony najlepiej sprzedającym się artystą XXI w. w Wielkiej Brytanii, z wynikiem 6,6 mln sprzedanych albumów.

## Rodzina i edukacja
Urodził się 13 lutego 1974 w szpitalu North Staffordshire Maternity w Newcastle-under-Lyme. Jest synem Teresy Jeanette „Jan” (z domu Farrell) i Petera Williamsa. Jego matka prowadziła kwiaciarnię w Tunstall, a ojciec był komikiem i występował pod pseudonimem artystycznym Pete Conway, jak też właścicielem pubu „Czerwony Lew” w Burslem i licencjobiorcą w klubie piłkarskim Port Vale. Robbie ma starszą, przybraną siostrę, Sally, córkę jego matki z pierwszego małżeństwa. Jego ojciec opuścił rodzinę w maju 1977, kiedy Robbie miał trzy lata, utrzymywał jednak z nim stały kontakt. Dziadek Robbie’ego ze strony matki był Irlandczykiem i pochodził z Kilkenny.
Dorastał w domu przy Victoria Park Road w małej miejscowości Stoke-on-Trent w hrabstwie Staffordshire. Od dzieciństwa obserwował występy kabaretowe ojca, który na scenie kontrolował zachowanie publiczności, chętnie opowiadał dowcipy i nucił jazzowe standardy. Ukończył naukę w szkole podstawowej Mill Hu Primary w Tunstall. W tym okresie zmagał się z dysleksją i był prześladowany przez rówieśników z powodu swojej tuszy. Uczył się w szkole tańca UKDDF w Tunstall oraz uczęszczał do rzymsko-katolickiej szkoły średniej im. św. Małgorzaty Ward w Tunatall. W okresie maturalnym przez trzy miesiące pracował jako obwoźny sprzedawca szyb okiennych.

## Kariera zawodowa

### Początki
Gdy miał trzy lata, wygrał konkurs talentów organizowany w Pontinental Hotel w Hiszpanii, na którym wykonał przebój „Summer Nights”. Jako dziecko występował jako model na pokazach mody dziecięcej i ślubnej, udzielał się także w kółkach teatralnych oraz pobierał lekcje tańca i stepowania. Jako młody chłopak wykazywał umiejętności parodiowania innych.
W okresie szkolnym zagrał w kilku spektaklach wystawianych przez Theatre Royal w Hankley, m.in. pierwszoplanową postać dziecięcą w Hans Christian Andersen, główną rolę Jeremy’ego w Chitty Chitty Bang Bang, dziecięcą rolę w The King and I, tytułowego bohatera w Skrzypku na dachu i „Grubaska” w The Pickwick Papers. Największym sukcesem w tym okresie było odegranie roli Artfula Dodgera w produkcji Oliver!, muzycznej adaptacji powieści Charlesa Dickensa Oliver Twist wyprodukowanej przez North Staffordshire Amateur Operatic Society.

### Sukces z Take That
W 1990, mając 16 lat, wygrał przesłuchania na wokalistę nowo powstałego zespołu Kick It, który kilka tygodni później przemianowano na Take That. Za namową menedżera zespołu, Nigela Martina-Smitha, zaczął posługiwać się przydomkiem Robbie, mimo że nie lubił tego skrótu swojego imienia. W tym okresie także nieco schudł i podszkolił umiejętności taneczne. Przez kolejne pięć lat współpracy z zespołem nagrał trzy albumy: Take That & Party (1992), Everything Changes (1993) i Nobody Else (1995), z czego pierwszy dotarł do drugiego miejsca na liście UK Albums Chart, a kolejne dwa trafiły na szczyt notowania. Ponadto wylansował z grupą kilka przebojów, m.in. „Pray”, „Relight My Fire”, „Babe”, „Everything Changes”, „Sure”, „Back For Good” i „Never Forget”, z którymi dotarli do pierwszego miejsca na liście UK Singles Chart. Oprócz tego koncertował z boysbandem po Europie i w Japonii.
W okresie największej popularności zespołu zmagał się z silnym uzależnieniem od alkoholu i narkotyków, co – przy jego niechęci do poddania się zasadom panującym w boysbandzie – wywoływało coraz częstsze konflikty i skutkowało zaniedbywaniem obowiązków przez Williamsa. Ostatecznie został wyrzucony z Take That po tym, jak w czerwcu 1995 wkroczył pod wpływem alkoholu na scenę w trakcie koncertu grupy Oasis na Glastonbury Festival. On sam zarzucał kierownikowi grupy nierówne traktowanie wokalistów i faworyzowanie Gary’ego Barlowa. Rok później zespół zakończył działalność.

### Solowe początki
Jeszcze w okresie występów w Take That chętnie pisał własne teksty, które jednak nie zdobywały zainteresowania ani członków zespołu, ani menedżera. Po odejściu z grupy przez kilka tygodni przechodził załamanie psychiczne, po czym wrócił do działalności artystycznej za sprawą nowego menedżera, Kevina Kinselli. Został prezenterem gości w programie The Big Breakfast prowadzonym przez Lily Savage oraz wystąpił w spocie reklamowym producenta napojów 7 Up, za co miał zainkasować 100 tys. funtów. Kinsella w jego imieniu prowadził także rozmowy z wytwórnią Virgin Records w sprawie podpisania kontraktu płytowego, jednak panowie wkrótce zerwali współpracę, a nowym menedżerem Williamsa został Tom Abbott, z którym poznał się na festiwalu w Glastonbury w 1995. Zanim wygasł kontrakt artysty z RCA Records, chęć podpisania z nim umowy wyraziło pięć wytwórni: London Record, Parlophone, Mercury, Virgin i Chrysalis; ostatecznie podjął współpracę z tą ostatnią. Solowo zadebiutował singlem „Freedom ’96”, będącym coverem piosenki George’a Michaela o tym samym tytule z 1990. Z utworem dotarł do drugiego miejsca na liście UK Singles Chart. Następnie wypuścił singiel „Old Before I Die”, nad którym pracował z Desmondem Childem. Pod koniec października 1996 zakończył współpracę z Abbottem, a w listopadzie poprowadził galę wręczenia MTV Europe Music Awards 1996.
Na przełomie 1996 i 1997 rozpoczął współpracę muzyczną z kompozytorem Guyem Chambersem. Wkrótce zaczęli pracę nad materiałem na pierwszy solowy album Williamsa, co zajęło im łącznie dwa tygodnie. W tym czasie piosenkarz został gospodarzem programu Top of the Pops. We wrześniu 1997 wydał album pt. Life Thru a Lens, który początkowo odnosił umiarkowany sukces na brytyjskim rynku – dwa miesiące po premierze wyprzedał się w nakładzie zaledwie 30 tys. egzemplarzy, a single „Lazy Days” i „South of the Border” trafiły na, odpowiednio: ósme i czternaste miejsce na liście UK Singles Chart. 1 października na zagrał swój pierwszy solowy koncert na terenie Uniwersytetu Wschodniej Anglii w Norwich. W grudniu 1997 wystąpił w koncercie Concert of Hope zorganizowanym w hołdzie zmarłej kilka miesięcy wcześniej księżnej Dianie oraz wydał kolejny singiel z płyty – „Angels”, który stał się radiowym przebojem i doprowadził do zwiększenia zainteresowania słuchaczy całym albumem. Singiel do lutego 1998 sprzedał się w nakładzie ponad 600 tys. egzemplarzy i dotarł do czwartego miejsca na liście UK Singles Chart. Za to płyta, po 28 tygodniach przebywania na liście UK Albums Chart, dotarła na szczyt notowania i spędziła w zestawieniu 218 tygodni, ponadto rozeszła się w ponad 2 mln egzemplarzach w Wielkiej Brytanii. Czwartym singlem z płyty został utwór „Let Me Entertain You”, który dotarł do trzeciego miejsca na liście UK Singles Chart.
W lutym 1998 wystąpił na gali rozdania Brit Awards 1998, na której zaśpiewał w duecie z Tomem Jonesem utwór „The Full Monthy Medley”, będący mieszanką piosenek ze ścieżki dźwiękowej do filmu Goło i wesoło. Ponadto na gali był nominowany do zdobycia statuetek w dwóch kategoriach: Najlepszy brytyjski artysta oraz Utwór roku („Old Before I Die”). Za album Life Thru a Lens był także nominowany do Mercury Prize. W czerwcu wystąpił w koncercie realizowanym przez Sky TV pt. Robbie Williams – Live in Your Living Room, który kilka miesięcy później wydał w formie albumu DVD o tym samym tytule. Również w czerwcu zagrał solowy koncert podczas Glastonbury Festival. Od maja do sierpnia odbywał trasę koncertową po Anglii pod hasłem „Ego Has Landed Tour”. W tym czasie wraz z zespołem The Orb nagrał cover piosenki zespołu Bee Gees „I Started a Joke” na potrzeby kompilacji pt. Bee Gees Tribute Album / Gotta Get a Message to You. W październiku wydał album pt. I’ve Been Expecting You, który osiągnął ogromny sukces sprzedażowy, docierając do pierwszego miejsca na liście UK Albums Chart i pokrywając się 10-krotnie platynową płytą w Wielkiej Brytanii za sprzedaż w łącznym nakładzie ponad 2,5 mln egzemplarzy. Album promował singlami: „Millennium” i „She’s the One”/„It’s Only Us”, które trafiły na szczyt listy UK Singles Chart, oraz „No Regrets” i „Strong”, które dotarły do czwartego miejsca notowania. Singiel „It’s Only Us” stał się także piosenką otwarcia w grze FIFA 2000.
W lutym 1999 odebrał trzy nagrody Brit za wygraną w kategoriach: Najlepszy brytyjski artysta, Brytyjski singiel roku (za „Angels”; w tej kategorii nominowany był także za „Millenium”) i Brytyjski teledysk roku (za „Millenium”; był nominowany też za „Let Me Entertain You”), poza tym był nominowany do nagrody za Brytyjski album roku (I’ve Been Expecting You). W kwietniu wraz z Guyem Chambersem odebrał dwie naogrdy im. Ivora Novelli za wygraną w kategoriach: Autorzy piosenek roku oraz PRS for Music Most Performed Work. Miesiąc później najlepsze utwory z pierwszego i drugiego albumu umieścił na pierwszej wydanej na amerykański rynek płycie pt. The Ego Has Landed. W ramach promocji albumu odbył trasę po USA i Kanadzie pod hasłem „1999 Tour”, poza tym wystąpił w talk-show Late Show with David Letterman, a stacja MTV wyemitowała o nim godzinny reportaż – The Next Big Thing. Mimo wzmożonej kampanii promocyjnej album dotarł zaledwie do 63. miejsca na amerykańskiej liście Billboard 200. Również w 1999 wystąpił w koncercie charytatywnym „NetAid” na Wembley Arenie, podpisał wart 2 mln funtów kontakt reklamowy z producentem napojów Pepsi i wystąpił jako gość muzyczny na gali rozdania MTV Movie Awards 1999. Za utwór „She’s the One” odebrał dwie statuetki – za najlepszy singiel i najlepszy teledysk – na gali Brit Awards 2000. Zdobywszy łącznie 11 statuetek (w tym m.in. cztery jeszcze z Take That), ustanowił ówczesny rekord liczby otrzymanych nagród, wcześniej należący do Annie Lennox.

### Lata 2000–2009
Przy trzeciej płycie rozpoczął pracę nad utworami nieco bardziej rytmicznymi, nad którym współpracował z dawnymi znajomymi z zespołu Sound 5 ze Stoke-on-Trent. Mimo że część tego materiału zamieścił na wydanym w sierpniu 2000 albumie pt. Sing When You’re Winning, na płycie przeważały jednak utwory napisane przez Williamsa i Chambersa, w tym wysoko notowane na liście UK Singles Chart przeboje: „Rock DJ” (1. miejsce), „Kids” (2. miejsce), „Supreme” (4. miejsce), „Let Love Be Your Energy” (10. miejsce) i „Eternity”/„The Road to Mandalay” (1. miejsce). Duet z Kylie Minogue „Kids” pojawił się także na płycie wokalistki pt. Light Years, na którą Williams napisał z Chambersem jeszcze dwie inne piosenki – „Loveboat” i „Your Disco Needs You”. AlbumSing When You’re Winning, podobnie jak poprzednie dwie płyty Williamsa, osiągnął duży sukces komercyjny, rozchodząc się w nakładzie ponad 2,2 mln egzemplarzy w Wielkiej Brytanii, uzyskując za to status ośmiokrotnie platynowej płyty. Od października do początku listopada 2000 odbywał angielską część trasy koncertowej pt. „The Sermon on the Mount Tour”, którą kontynuował od lutego do marca 2001, grając kilkanaście koncertów w Europie. W lutym 2001 zdobył nagrody Brit w kategoriach: Najepszy wokalista oraz Najlepszy singiel i Najlepszy teledysk (za Rock DJ”). Dwa miesiące później potwierdzono, że nagrał utwór „We Are the Champions” z muzykami zespołu Queen na potrzeby ścieżki dźwiękowej do filmu Obłędny rycerz. 30 czerwca wystąpił na Roskilde Festival, a 13 września premierą miała jego książka autobiograficzna pt. Somebody Someday, którą napisał w trakcie europejskiej trasy koncertowej.

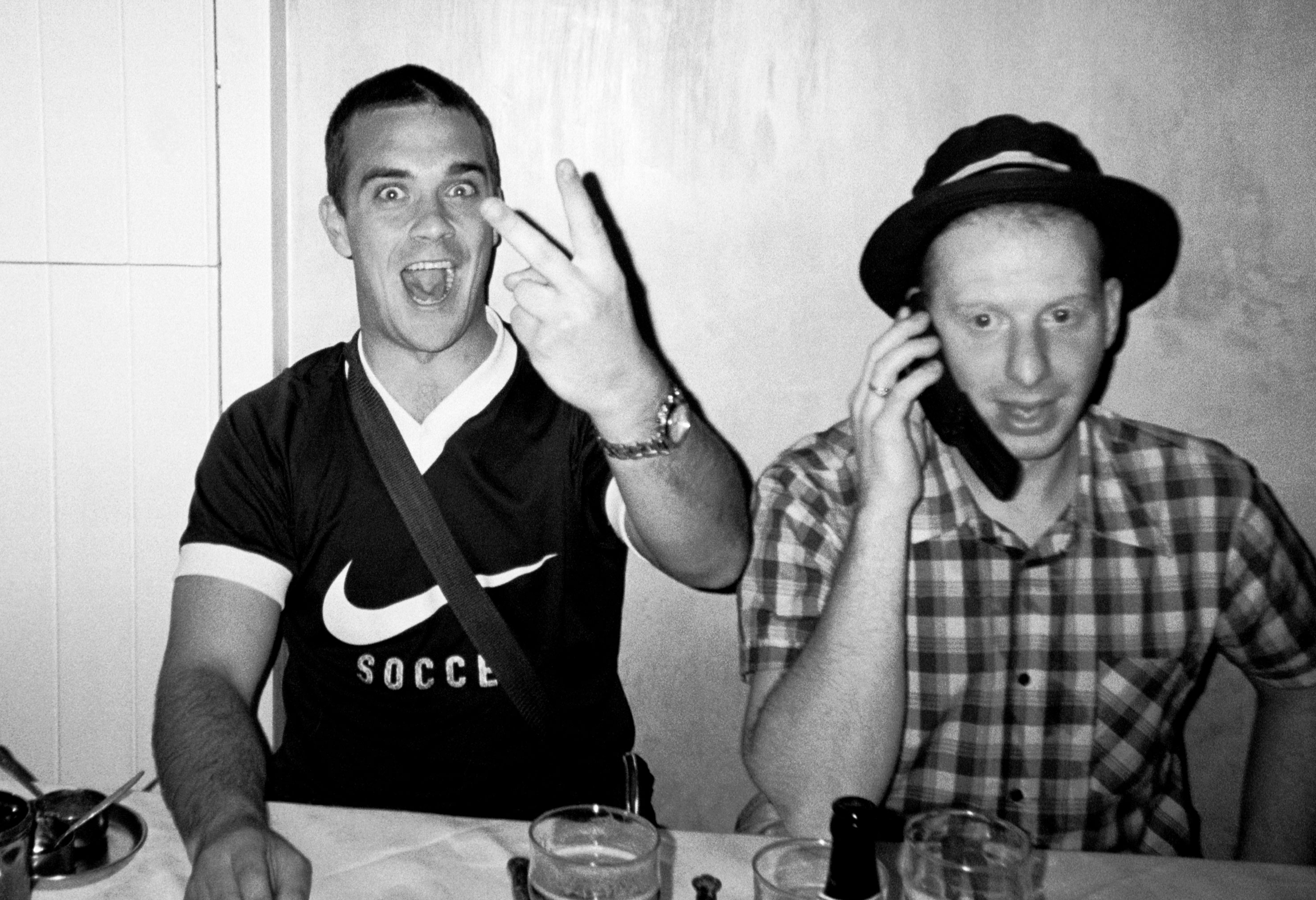
Williams (2000)

Po nagraniu z big-bandem standardu „Have You Met Miss Jones?” na ścieżkę dźwiękową do filmu Dziennik Bridget Jones (2001) postanowił nagrać całą płytę w swingowym stylu. Na potrzeby albumu nagrał covery jazzowych standardów wykonywanych niegdyś przez Franka Sinatrę, Deana Martina czy Sammy’ego Davisa juniora; większość sesji nagraniowych odbyła się w Capitol Recording Studios w Los Angeles, gdzie wcześniej zostały zrealizowane nagrania oryginalnych utworów. W ramach zapowiedzi albumu w październiku 2001 zagrał koncert w Royal Albert Hall w Londynie. Miesiąc później występ był retransmitowany na antenie BBC w programie One Night with Robbie Williams, po którego emisji stacja otrzymała liczne skargi od widzów z uwagi na wulgarne słownictwo artysty. W tym samym miesiącu wydał album pt. Swing When You’re Winning, na którym, poza solowym numerami, umieścił duety nagrane z wykonawcami, takimi jak m.in. Nicole Kidman, Jon Lovitz czy Rupert Everett, a także, dzięki życzliwości rozporządzających schedą po Franku Sinatrze, nagranie „It Was a Very Good Year”, zawierające oryginalną ścieżkę wokalną Sinatry. Na albumie umieścił także jedną premierową piosenkę – „I Will Talk and Hollywood Will Listen”, którą napisał z Chambersem. Płyta, mimo chłodnego odbioru wśród krytyków, po siedmiu tygodniach po premierze rozeszła się w nakładzie ponad 2 mln egzemplarzy i dotarła do pierwszego miejsca na liście UK Albums Chart. Album osiągnął także sukces w Europie, dotarł m.in. do pierwszego miejsca na listach sprzedaży w Holandii i we Włoszech, drugiego w Norwegii oraz trzeciego w Austrii, Niemczech i Szwecji. Dużą popularnością cieszył się także promujący płytę singiel „Somethin’ Stupid”, nagrany z Nicole Kidman, który dotarł na szczyt listy UK Singles Chart. W grudniu premierę miał album koncertowy pt. Live at the Albert, zawierający zapis koncertu w Royal Albert Hall, który dotarł do pierwszego miejsca na liście UK DVD Chart.
Jeszcze w sierpniu 2001 na jednym z koncertów ogłosił, że w kolejnym roku planuje zrobić sobie kilkumiesięczną przerwę w działalności artystycznej. W związku z ograniczoną działalnością koncertową i pobytem w Las Vegas, w lutym 2002 odmówił występu na uroczystych obchodach jubileuszu 50-lecia panowania królowej Elżbiety II oraz nie pojawił się na gali wręczenia Brit Awards 2002, na której został nagrodzony statuetką dla najlepszego brytyjskiego artysty solowego. Otrzymał także niemiecką nagrodę ECHO dla najlepszego międzynarodowego piosenkarza popowego lub rockowego. W czasie pobytu w USA miał uczęszczać na zajęcia aktorskie do Stella Adler Studio w Hollywood. W kwietniu tego samego roku premierę miał utwór grupy 1 Giant Leap „My Culture”, w którym gościnnie zaśpiewał, a w lipcu ukazał się film dokumentalny Nobody Someday, ukazujący kulisy jego pracy. Jego menedżerem w tym okresie był Tim Clark. Po kilku miesiącach przerwy zaczął pracować z Guyem Chambersem nad materiałem na swój kolejny album studyjny. W tym czasie firma menedżerska Williamsa prowadziła rozmowy dotyczące podpisania kontraktu płytowego z wytwórniami: Universal, Warner, Sony Music i BMG. Ostatecznie w październiku 2002 przedłużył współpracę ze swoją dotychczasową wytwórnią, EMI, a ich nowy kontrakt opiewał na 80 mln funtów, co było wówczas rekordową sumą na brytyjskim rynku muzycznym. Niedługo później zakończył współpracę z Guyem Chambersem, ponieważ kompozytor nie zgodził się na podpisanie umowy na wyłączność, która zabraniałaby mu tworzyć dla innych wykonawców. W listopadzie wydał album pt. Escapology, z którym dotarł do pierwszego miejsca na liście UK Albums Chart i który przez pierwsze pięć tygodni po premierze rozszedł się w nakładzie ponad 1,2 mln egzemplarzy w Wielkiej Brytanii, a ostatecznie osiągnął sprzedaż w kraju na poziomie ponad 2 mln sztuk. Ponadto do końca roku odnotowano sprzedaż albumu w ponad 4,4 mln egzemplarzy na całym świecie, w tym 70 tys. w Polsce, co przyniosło Williamsowi status platynowej płyty w kraju. Album poniósł jednak klęskę na amerykańskim rynku, docierając do zaledwie 43. miejsca na liście Billboard 200. Płytę promował singlami: „Feel”, który dotarł do czwartego miejsca na liście UK Singles Chart, „Come Undone”, na którego stronie B umieścił utwór „Happy Easter (War Is Coming)”, oraz „Something Beautiful”. W grudniu wydał płytę DVD pt. Escape Routes, zawierającą film dokumentalny zarejestrowany w czasie nagrywania albumu Escapology.
W lutym 2003 otrzymał kolejną nagrodę Brit dla najlepszego brytyjskiego artysty solowego oraz wystąpił z utworami „Feel” i „Come Undone” na gali rozdania nagród ECHO, na której odebrał statuetkę dla najlepszego międzynarodowego piosenkarza popowego lub rockowego. W marcu wydał koncertowy album DVD pt. The Robbie Williams Show. Również w 2003 nagrał utwór „A Man For All Seasons” na potrzeby ścieżki dźwiękowej do filmu Johnny English, a jego interpretacja przeboju „Beyond the Sea” została wykorzystana w filmie animowanym Gdzie jest Nemo?. W ramach kolejnej próby zdobycia uwagi amerykańskiego rynku muzycznego, w maju zagrał darmowy koncert w Nowym Jorku dla 15-tysięcznej widowni, do której zwrócił się z apelem o zachęcanie lokalnych rozgłośni radiowych do grania jego piosenek Latem odbył europejską trasę koncertową pod hasłem „2003 Tour”, na której w ramach supportu występowała Kelly Osbourne. W ramach trasy od 1 do 3 sierpnia zagrał serię koncertów w Knebworth, które zarejestrował i wydał w formie albumu koncertowego pt. Live at Knebworth i płyty DVD pt. What We Did Last Summer, która w pierwszym tygodniu po premierze rozeszła się w nakładzie 46 tys. egzemplarzy w Wielkiej Brytanii i ostatecznie dotarła do drugiego miejsca na liście UK Albums Chart. 6 listopada zagrał koncert w katowickim Spodku. Jednocześnie odwołał trasę koncertową po USA z uwagi na ryzyko słabej frekwencji publiczności. Pod koniec roku zarejestrował swój pseudonim artystyczny jako znak handlowy.
W lutym 2004 za album Escapology otrzymał nagrodę ECHO dla najlepszego międzynarodowego piosenkarza popowego lub rockowego, a miesiąc później nawiązał współpracę z amerykańską agencją artystyczną Creative Artists. W październiku wydał kompilację przebojów pt. Greatest Hits, który promował premierowymi singlami: „Radio” (dotarł do pierwszego miejsca na liście UK Singles Chart) i „Misunderstood”, ponadto na potrzeby projektu Band Aid 20 uczestniczył w nagraniu nowej wersji świątecznej piosenki charytatywnej „Do They Know It’s Christmas?”. W listopadzie wydał książkę autobiograficzną pt. Feel, a miesiąc później pojawił się epizodycznie w filmie De-Lovely, w którym zaśpiewał utwór „It's De-Lovely”. Również w 2004 zapowiedział wydanie pod pseudonimem Pure Francis albumu eksperymentalnego, nad którym współpracował z Stephenem Duffym. Projekt jednak nigdy nie został wydany, zamiast tego stworzył z Duffym materiał na kolejny album, którego nagrania rozpoczął w lutym 2005 w Los Angeles. W tym samym miesiącu wystąpił na 25. gali rozdania nagród Brit, na której zaśpiewał utwory „Right to Be Wrong” i „Angels” w duecie z Joss Stone oraz odebrał nagrodę za największy przebój 25–lecia, którym uznano „Angels”. Poza tym za kompilację Greatest Hits otrzymał swoją czwartą z rzędu nagrodę ECHO dla najlepszego międzynarodowego piosenkarza popowego lub rockowego, jednak nie pojawił się osobiście na gali rozdania statuetek. W maju zagrał w kampanii promocyjnej Radia Zet, a spoty reklamowe emitowane były od września w polskiej telewizji. 2 lipca wystąpił podczas koncertu charytatywnego Live 8 w londyńskim Hyde Parku. W tym samym roku premierę miał film animowany Magiczna karuzela, w którym użyczył głosu głównemu bohaterowi, psu Dyźkowi. 9 października zagrał koncert promocyjny w sali Velodrom w Berlinie, a cały występ został zarejestrowany z myślą o wydaniu go na albumie koncertowym. Również w 2005 odrzucił propozycję powrotu do Take That, a także zagrał w specjalnym odcinku serialu Mała Brytania realizowanym wraz z organizacją charytatywną Comic Relief. 24 października 2005 wydał, współtworzony ze Stepheanem Duffym, album pt. Intensive Care, z którym dotarł do pierwszego miejsca na liście UK Albums Chart. Album promował singlami: „Tripping”, „Advertising Space” i „Sin Sin Sin”. W listopadzie odebrał Europejską Nagrodę MTV dla najlepszego wokalisty.
19 listopada 2005 sprzedał łącznie 1,6 mln biletów na swoją kolejną światową trasę koncertową, stając się tym samym rekordzistą świata w liczbie biletów sprzedanych na jego koncerty w ciągu jednego dnia, dzięki czemu trafił do Księgi rekordów Guinnessa. Trasę pod hasłem Close Encounters odbywał od 9 czerwca do 19 września 2006, przy czym odwołał azjatycką część trasy z powodu wyczerpania fizycznego.

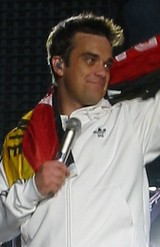
Williams (2006)

W styczniu 2006 otrzymał nagrodę NRJ Music Award w kategorii Najlepszy zagraniczny wokalista, a dwa miesiące później za album Intensive Care zdobył kolejną nagrodę ECHO dla najlepszego międzynarodowego piosenkarza popowego lub rockowego. Wiosną zapowiedział nagranie albumu z piosenkami tanecznymi, nad którym miał pracować z duetem Pet Shop Boys. Album pt. Rudebox wydał 23 października 2006, promował go tytułem singlem oraz piosenkami: „Kiss Me”, „Lovenight”, „Bongo Bong and Je ne t’aime plus” i „She’s Madonna”. Płyta nie ukazała się na amerykańskim rynku. W październiku otrzymał nagrodę Los Premios MTV Latinoamérica 2006 dla Najlepszego światowego artysty pop, a miesiąc później wydał koncertowy album DVD pt. And Through It All – Robbie Williams Live 1997–2007. W tym czasie ogłoszono także, że w 2006 jego trzy płyty: Greatest Hits, Intensive Care i Rudebox rozeszły się w łącznym nakładzie 12 mln egzemplarzy, co dało mu pierwsze miejsce na liście brytyjskich artystów, którzy sprzedali najwięcej płyt w ciągu ostatnich 12 miesięcy.
Po wyczerpującej trasie koncertowej ograniczył działalność estradową w 2007, zamiast tego poświęcił się prowadzeniu własnego klubu piłkarskiego – LA Vale. W pierwszej połowie roku otrzymał nagrodę ECHO dla najlepszego międzynarodowego piosenkarza popowego lub rockowego (za album Rudebox) i był nominowany do nagrody im. Ivora Novello za utwór „Rudebox”, a premierę miał film dokumentalny, będący zapisem koncertu Williamsa, który odbył się we wrześniu 2006 w Roundhay Park w Leeds podczas trasy koncertowej Close Encounters. W maju 2007 potwierdzono, że odnowił współpracę z Guyem Chambersem, z którym pracował nad materiałem na swój kolejny album, jednak kilka miesięcy później poinformowano o ponownym zerwaniu współpracy między autorami. Przy tworzeniu utworów pracowali z nim także Mark Ronson i Chaz Jankel. W lipcu wydał teledysk do piosenki „Bodies”. W tym okresie pogodził się z kolegami z Take That, a w prasie spekulowano o możliwym powrocie wokalisty do zespołu, czemu on jednak zaprzeczał. Również w 2007 przyłączył się do apelu o obciążenie podatkiem biletów na koncerty, które odsprzedawane są w internecie, ponadto zapowiedział wydanie albumu z materiałem swingowym; płyta pt. Let’s Swing Again miała ukazać się wiosną 2008, jednak jej premiera początkowo została przesunięta na 2009 ze względu na problemy wewnętrzne w wytwórni EMI, a ostatecznie nigdy nie została wydana. Jeszcze w 2008 wraz z kilkudziesięcioma innymi wykonawcami powołał Koalicję wyróżnionych artystów (ang. Featured Artists’ Coalition), reprezentującą interesy artystów w dobie cyfrowej dystrybucji muzyki.

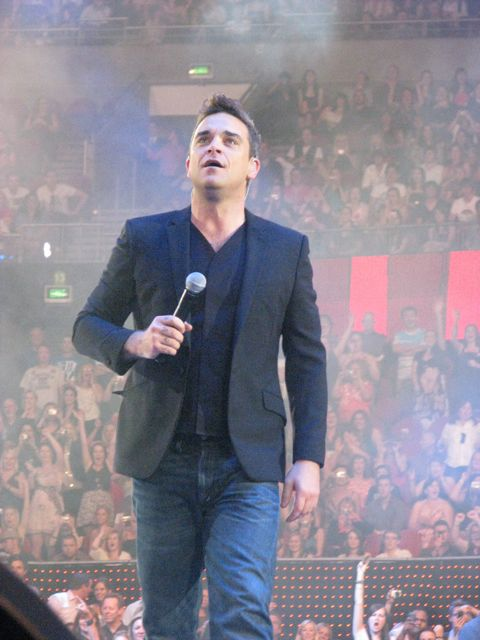
Williams na gali rozdania ARIA Music Awards w Sydney (2009)

W październiku 2008 zapowiedział wydanie nowego albumu, którego nagrywanie rozpoczął w styczniu 2009. W kwietniu potwierdził, że przygotował już 50 utworów na płytę, a miesiąc później poinformował, że umieści na niej głównie ballady. Premierę albumu pt. Reality Killed the Video Star zapowiedział na październik, ostatecznie wydał go na początku listopada 2009. Za produkcję płyty odpowiadał Trevor Horn. Jeszcze przed premierą albumu Williams wydał kompilację pt. Songbook, która była dołączona jako dodatek do „The Mail on Sunday”, niedzielnego dodatku do dziennika „Daily Mail”. Powrócił także do występowania na scenie, grając telewizyjny koncert BBC Electric Proms w Londynie, który transmitowany był w 20 krajach na świecie. Podkreślił jednakże, że nie planuje trasy koncertowej. Album promował singlami: „Bodies”, „You Know Me” i „Morning Sun”. Również w 2009 ponownie włączył się w akcję Comic Relief i wystąpił gościnnie w serialu Mała Brytania.

### Lata 2010–2019
Jeszcze w 2009 kilkukrotnie sugerował w wypowiedziach publicznych możliwy powrót do Take That. W listopadzie 2009 wystąpił z członkami boysbandu w koncercie Children in Need, co było ich pierwszym wspólnym występem od 1995. W wywiadach wyraził także zainteresowanie nagraniem nowych piosenek z zespołem, nad którymi wkrótce zaczęli pracować, a przez kolejne tygodnie kontynuowali sesję nagraniową. W lutym 2010 otrzymał honorową nagrodę Brit za „nadzwyczajny wkład w rozwój muzyki” oraz zaśpiewał mieszankę swoich przebojów na zamknięcie gali, we wrześniu wydał książkę autobiograficzną pt. You Know Me i zagrał koncert w Londynie z gościnnym udziałem Gary’ego Barlowa, a miesiąc później wypuścił dwupłytową składankę przebojów pt. In and Out of Consciousness: The Greatest Hits 1990–2010, na której umieścił także m.in. premierowy singiel „Shame” nagrany z Barlowem. Do piosenki nakręcili teledysk, którego fabuła inspirowana była filmem Tajemnica Brokeback Mountain.

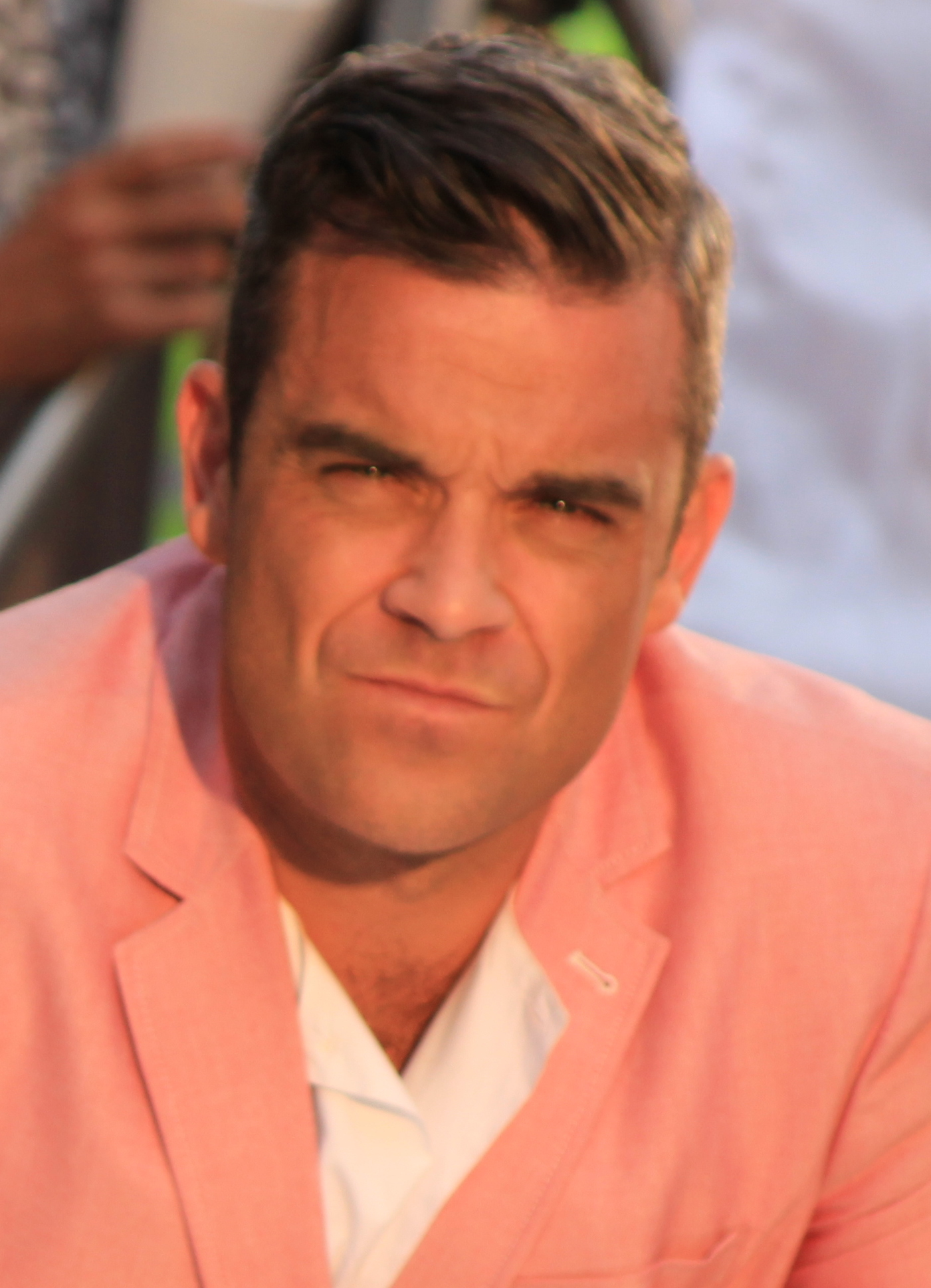
Williams (2012)

W listopadzie 2010 wydał z Take That album pt. Progress. W maju 2011 ruszył z zespołem w europejską trasę koncertową. Miesiąc później wydali wspólną epkę pt. Progressed, z którą dotarli do pierwszego miejsca na liście UK Albums Chart, a w listopadzie wypuścili do sprzedaży album koncertowy DVD pt. Progress Live, zawierający materiał zarejestrowany podczas koncertów w Londynie, który dotarł do 12. miejsca na brytyjskiej liście sprzedaży. Pod koniec roku Williams odszedł z zespołu, by skupić się na solowej karierze.
W sierpniu 2011 ogłosił plany nagrania kolejnego solowego albumu. Rok później potwierdził zakończenie prac nad płytą. We wrześniu 2012 wydał teledysk do singla „Candy” oraz potwierdził, że jego kolejny album ukaże się w listopadzie. Premiera Take the Crown odbyła się na początku listopada. Zarówno album, jak i singiel trafiły na pierwsze miejsca brytyjskich list przebojów. Również w listopadzie wydał teledysk do piosenki – „Different”, która nie potwórzyła jednak sukcesu poprzedniego singla, docierając zaledwie do 64. miejsca na liście UK Singles Chart. Zapowiedział także europejską trasę koncertową, która trwała od czerwca do sierpnia 2013.

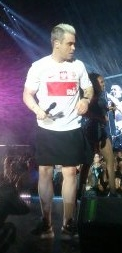
Williams podczas koncertu w Krakowie (2015)

W lutym 2013 zapowiedział nagranie kolejnego albumu z big-bandem, na którym umieści swoje interpretacje swingowych przebojów, a także wydał utwór „Brits 2013”, w którym skrytykował ceremonie rozdania nagród Brit. 18 listopada wydał album pt. Swings Both Ways, na którym umieścił 13 klasyków swingowych, w tym duety z Olly Mursem, Rufusem Wainwrightem, Lily Allen, Kelly Clarkson i Michaelem Bublé. Z albumem zadebiutował na pierwszym miejscu listy UK Albums Chart. W maju 2014 wystąpił na festiwalu Top of the Mountain w austriackim kurorcie Ischgl, a w październiku ogłosił trasę koncertową pod hasłem Let Me Entertain You, która odbyła się od 25 marca do 2 maja i obejmowała m.in. występ 17 kwietnia 2015 w Tauron Arena Kraków.
W sierpniu 2016 zaśpiewał na weselu Wiktorii Sardarowej, córki rosyjskiego oligarchii i magnata paliwowego Raszida Sardarowa, za co miał zainkasować 1,6 mln funtów. Dwa miesiące później wydał piosenkę „Party Like a Russian”, którą promował album pt. The Heavy Entertainment Show wydany w listopadzie 2016. Z płytą zadebiutował na pierwszym miejscu listy UK Albums Chart. W 2017 wyruszył w kolejną trasę koncertową, którą we wrześniu musiał zawiesić ze względów zdrowotnych. 30 listopada opublikował cyfrowo album kompilacyjny pt. Under the Radar Volume 2, na którym umieścił dema swoich piosenek, utwory ze stron B wydanych singli oraz wcześniej niepublikowane numery.
14 czerwca 2018 wystąpił jako gość muzyczny podczas ceremonii otwarcia Mistrzostw Świata w Piłce Nożnej na Stadionie „Łużniki” w Moskwie. W trakcie występu pokazał w stronę kamery środkowy palec, co wywołało międzynarodowe kontrowersje. 14 lutego 2019 wydał kolejną składankę mniej znanych piosenek pt. Under the Radar Volume 3, którą promował teledyskiem do singla „I Just Want People to Like Me”. 22 listopada wypuścił pierwszy w karierze, dwupłytowy album świąteczny pt. The Christmas Present, zawierający bożonarodzeniowe przeboje oraz premierowe piosenki. Z płytą dotarł do pierwszego miejsca na liście UK Albums Chart. Utwory z albumu zaprezentował wraz z orkiestrą m.in. 8 grudnia podczas koncertu w Centrum Kulturalno-Kongresowym Jordanki, który został rejestrowany i wyemitowany przez Telewizję Polską.

## Charakterystyka muzyczna i inspiracje
Jako wokalista Take That wykonywał głównie popowe ballady. Karierę solową, wyłączając cover piosenki „Freedom '90” George’a Michaela, rozpoczynał od rockowego singla „Old Before I Die”, inspirowanego brzmieniami zespołu Oasis. Na albumie I’ve Been Expecting You znalazły się utwory inspirowane twórczością artystów, takich jak The Beach Boys, Blondie, Squeeze, Queen, The Beatles i Jimi Hendrix. Płytą Swing When You’re Winning zwrócił się ku swingowi i jazzowi, do których powrócił także przy okazji albumu Swings Both Ways.
Jako swych idoli muzycznych wymienia m.in. Franka Sinatrę, Deana Martina i Sammy’ego Davisa. We wczesnej młodości słuchał płyt wielu swingujących wykonawców, takich jak Nat King Cole, Tony Bennett, Jack Jones, Ella Fitzgerald i Cole Porter. Ceni sobie także duet komików Morecambe i Wise, których występy miały wpływ na jego zachowanie sceniczne.
Przez pierwsze lata solowej kariery tworzył piosenki w duecie z Guyem Chambersem, a od 2002 samodzielnie pisze i komponuje swoje piosenki. Pierwszym autorskim utworem Williamsa był „Nan’s Song”. Nad albumem Intensive Care współpracował ze Stephenem Duffym. Album Rudebox zawierał piosenki utrzymane w stylu tanecznym, promował go elektro-funkowy, tytułowy singiel. Na płycie Take the Crown umieścił piosenki zachowane m.in. w stylu synth popowym i electro-funkowym, a także ballady. Elementy swingu zamieścił także na albumie The Heavy Entertainment Show, na który nagrał także piosenki zachowane w stylu muzyki pop lat 80. i 90., ale też zawierające brzmienia rockowe i soulowe.

## Wizerunek

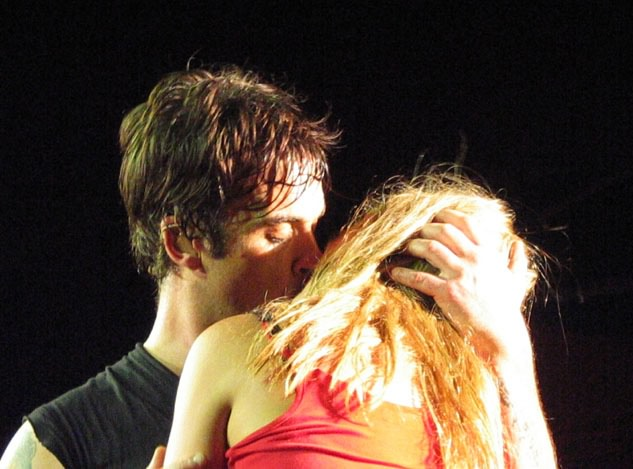
Robbie Williams całujący fankę podczas koncertu w Sydney

W okresie śpiewania w Take That wraz z pozostałymi członkami zespołu kreowali wizerunek atrakcyjny dla społeczności gejowskiej – często nosił skórzane kurtki, obcisłe koszulki i szorty. Z czasem porzucili „gejowski” styl ubierania się na bardziej przystępny dla młodych fanek. Spontaniczne wkroczenie na scenę podczas koncertu grupy Oasis na Glastonbury Festival w czerwcu 1995 uważany jest przez prasę za moment publicznego zerwania z nadaną Williamsowi przez media łatką „grzecznego wokalisty z Take That” na rzecz wizerunku zbuntowanej gwiazdy rocka.
W 2004 w książce autobiograficznej Feel ujawnił, że często inspiruje się sposobem uczesania Davida Beckhama.
Jego ciało zdobi kilka tatuaży. W 1994 wytatuował sobie na biodrze krzyż maltański. Ma także m.in. napis „Elvis, Grant Me Serenity” (pol. Elvisie, użycz mi swojego spokoju) na ramieniu, symbol katolickiego krzyża i głowę lwa z napisem „Born to be Mild” (pol. Urodzony, by mieć spokój) na nodze, nazwisko swojego dziadka, Jacka Farrella, na wewnętrznej części nadgarstka, zapis nutowy przeboju The Beatles „All You Need Is Love” na dole pleców, dwie jaskółki na brzuchu i wizerunek Jezusa na przedramieniu. Pojednanie z członkami Take That w 2008 utrwalił tatuażem na nadgarstku, przedstawiającym symbol zespołu – dwie stykające się litery „T” umieszczone w okręgu.
Otwarcie opowiada o stosowaniu medycyny estetycznej; stosował m.in. zastrzyki z ludzkiego hormonu wzrostu, by poprawić kondycję skóry i włosów, ponadto poddał się operacjom plastycznym mającym zlikwidować skórę na podbródku oraz bruzdy wokół nosa.

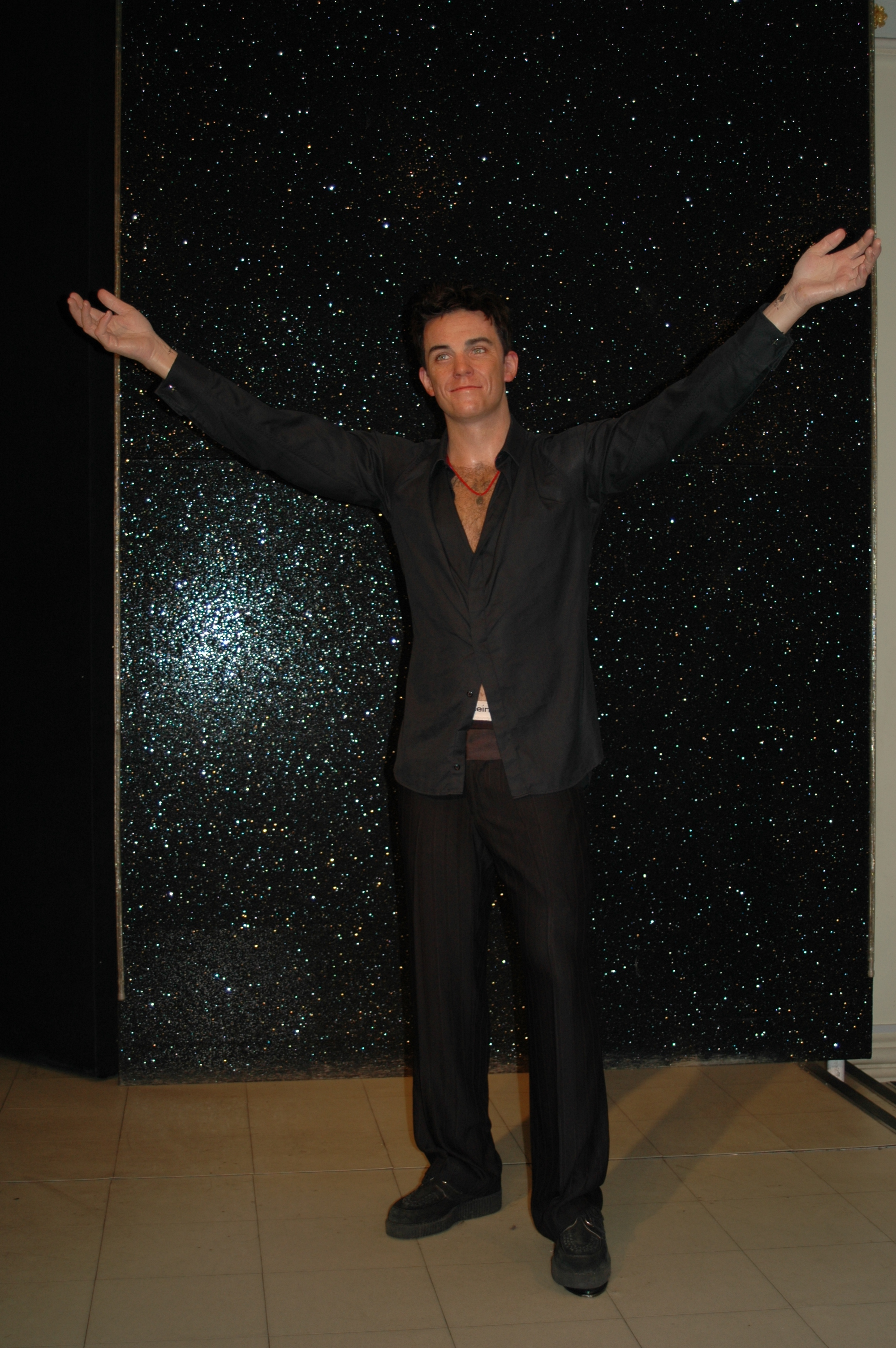
Figura woskowa Robbie’ego Williamsa w londyńskim Muzeum Figur Woskowych Madame Tussauds

Angażuje się w akcje humanitarne. W 1998 odbył misję UNICEF-u do Sri Lanki, gdzie promował szczepienia przeciw chorobie Heinego-Medina. W maju 2000 ruszył z własną organizacją charytatywną Give It Sum, której prowadzeniem zajęła się fundacja Comic Relief i która wspomagała finansowo działania UNICEF. W 2001 publicznie propagował zapisywanie się do banków potencjalnych dawców szpiku, sam także oddał próbkę na rzecz chorującej na białaczkę 23-letniej Johanny MacVicar. W 2003 zaangażował się w kampanię społeczną UNICEF–u nagłaśniającą problem handlu dziećmi. W 2005 wystąpił w kampanii społecznej mającej na celu podniesienie świadomości na temat HIV i AIDS wśród dzieci. W 2010 odwiedził tereny dotknięcie trzęsieniem ziemi na Haiti.
Jest częstym bohaterem artykułów prasowych, a na łamach międzynarodowej prasy opisywano m.in. jego rozprawy sądowe dot. oskarżeń o plagiat czy sporów z byłym menedżerem, Nigelem Martinem-Smithem. Szerokie zainteresowanie prasy budziła także kwestia jego domniemanej homoseksualnej orientacji oraz plotki o jego romansach z wieloma znanymi kobietami. Częstym tematem w prasie były także jego zatargi z paparazzi i brukowcami, jak też potyczki słowne z innymi artystami, m.in. Noelem i Liamem Gallagherami z grupy Oasis, Eltonem Johnem, 50 Centem, wokalistami Take That – Garym Barlowem, Howardem Donaldem, Jasonem Orange’em i Markiem Owenem oraz Jimmym Pagem.

## Odbiór
Uznawany za najpopularniejszego piosenkarza w Europie, często nazywany przez prasę „brytyjskim księciem muzyki pop”. W 1999 znalazł się w gronie 20 najważniejszych muzyków mijającego tysiąclecia na podstawie badań zorganizowanych przez HMV. W 2002 został uznany za „największego muzyka wszech czasów” w plebiscycie przeprowadzonym przez brytyjską stację telewizyjną VH1. W 2004 został uznany za jednego z najczęściej słuchanych artystów w brytyjskich rozgłośniach radiowych. W 2005 został określony najlepiej sprzedającym się artystą XXI w. w Wielkiej Brytanii, z wynikiem 6,6 mln sprzedanych albumów, rok później zajął pierwsze miejsce na liście brytyjskich artystów, którzy sprzedali najwięcej płyt w ciągu ostatnich 12 miesięcy, sprzedając 12 mln egzemplarzy albumów: Greatest Hits, Intensive Care i Rudebox.
Alan McGee, założyciel Creation Records, nieprzychylnie ocenił twórczość Williamsa, uznając, że ma „zaledwie jeden procent talentu Micka Jaggera” oraz „jest produktem mającym zabawiać, dla muzyki jednak nic nie znaczy”.
Britney Spears w jednym z wywiadów w 2010 wyjawiła, że jej marzeniem jest nagranie piosenki z Williamsem.
W 1999 został okrzyknięty „najwspanialszym mężczyzną świata” w plebiscycie magazynu „Cosmopolitan”. W 2003 zajął trzecie miejsce w rankingu najseksowniejszych gwiazd muzyki na świecie sporządzonym przez stację VH1. Był wielokrotnie umieszczany w gronie 10 najseksowniejszych mężczyzn na świecie.
W 2005 w londyńskim Muzeum Figur Woskowych Madame Tussauds odsłonięto podobiznę Williamsa.

## Życie prywatne

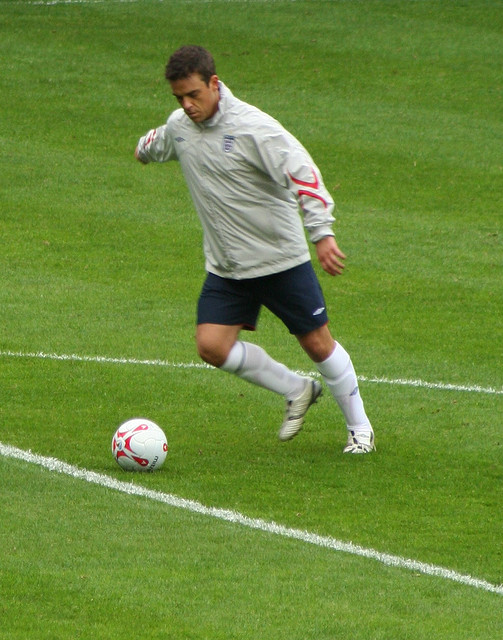
Robbie Williams przed meczem charytatywnym Soccer Aid w Manchesterze, 27 maja 2006

Pasjonuje się piłką nożną. Od dzieciństwa kibicuje drużynie piłkarskiej Port Vale F.C., jest też kibicem Chelsea F.C.. W 1998 zagrał w drużynie muzyków podczas corocznego halowego turnieju piłkarskiego Soccer Six, a w 2006 wraz z Jonathanem Wilkesem powołał do życia charytatywną imprezę sportową Soccer Aid, podczas którego zbierane są fundusze na rzecz UNICEF-u. W latach 2005–2007 zarządzał piłkarską drużyną LA Vale, złożoną z przedstawicielami show-biznesu, z którą angażował się w akcje charytatywne.
Interesuje się sztuką i malarstwem. Kolekcjonuje dzieła Banksy’ego i Andy’ego Warhola. Sam w wolnych chwilach maluje obrazy i tworzy kolaże.
Wierzy w istnienie UFO, jest także wielbicielem teorii spiskowych dotyczących kosmitów.

### Związki
Pod koniec lat 80. spotykał się z Rachel Gilson, następnie był związany z Jacqueline Hamilton-Smith. Pod koniec 1997 związał się z piosenkarką i prezenterką telewizyjną Nicole Appleton, z którą zaręczył się w czerwcu 1998, jednak już w grudniu zakończył związek z uwagi na częste rozłąki spowodowane koncertami obojga artystów. Byłej narzeczonej zadedykował gorzki utwór „Sexed Up”. W 2002 Appleton w swojej książce autobiograficznej pt. Together ujawniła, że była w ciąży z Williamsem, jednak pod naciskami wytwórni fonograficznej poddała się aborcji. Williams poświęcił nienarodzonemu dziecku tekst piosenki „Grace” z albumu pt. I’ve Been Expecting You. Po rozstaniu z Appleton spotykał się m.in. z prezenterką telewizyjną Tanią Strecker, Robin Reynolds i modelką Rachel Hunter. Ponadto przez kolejne lata plotkowano o jego romansach z piosenkarkami: Melanie C, Geri Halliwell i Lisą Lovbrand, modelką Naomi Campbell, publicystką Victorią Schweizer, aktorkami: Nicole Kidman, Anną Friel, Valerie Cruz, Aimee Osbourne i Marshą Thomson, kuratorką sądową Lisą Brash, prezenterką telewizyjną Emmą Griffiths, gitarzystką Lisą Leveridge i celebrytką Tarą Palmer-Tomkinson.
W 2007 związał się z aktorką Aydą Field, o której w 2009 napisał piosenkę „I Won’t Do That to You”. 7 sierpnia 2010 wzięli ślub. Mają czworo dzieci: córkę Theodorę Rose (ur. 18 września 2012) i syna Charltona Valentine (ur. 27 października 2014) oraz córkę Colette Josephine (ur. 7 września 2018) i syna Beau Benedicta Enthovena (ur. 14 lutego 2020), które urodziła im surogatka.

### Majątek

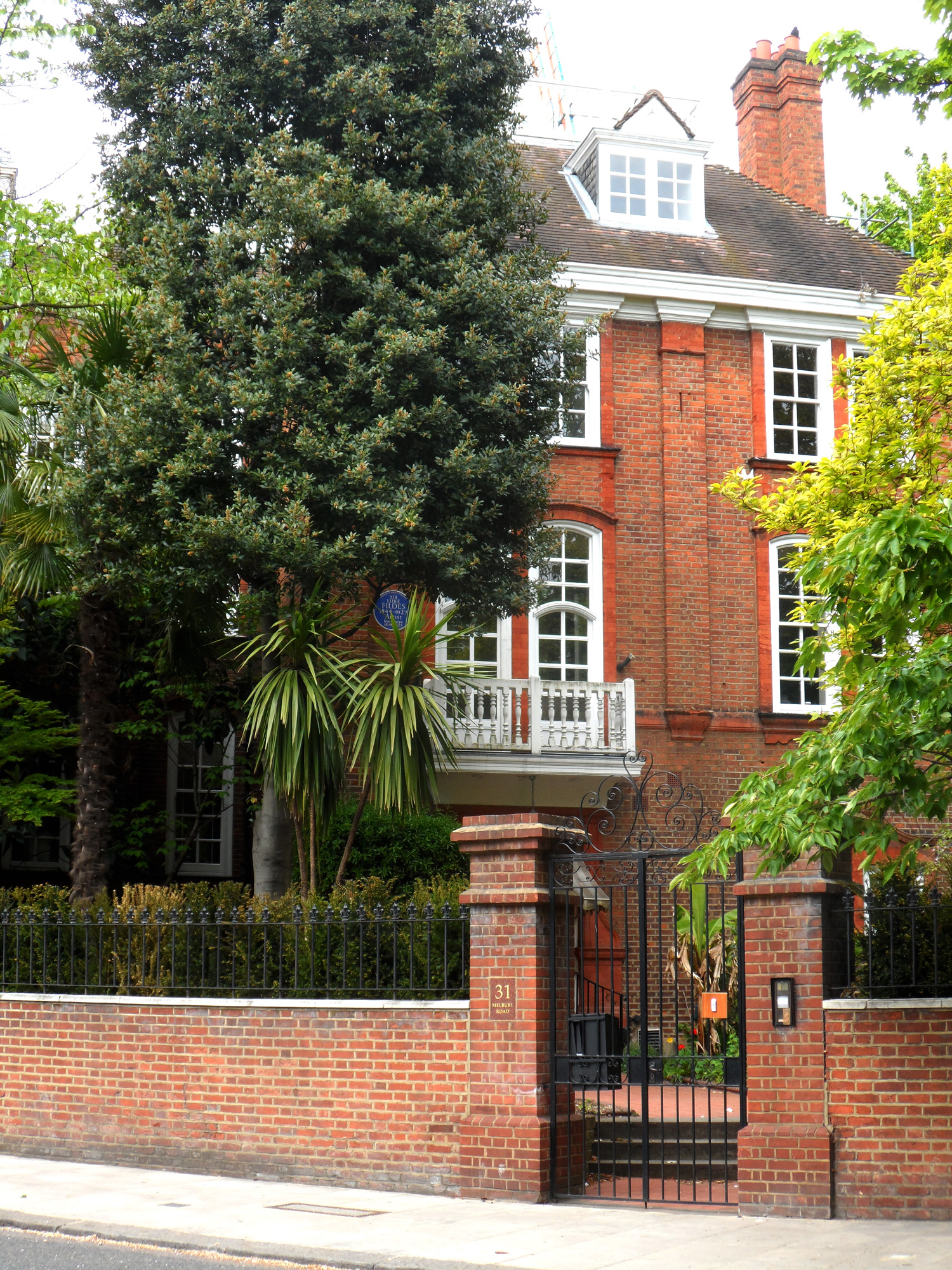
Dom Robbie’ego Williamsa przy 31 Melbury Road w Holland Park w Londynie

Mieszka w Beverly Hills, kupił także posiadłość w Londynie i Wiltshire.
W 2002 założył własną firmę The In Good Company Co Ltd., która w 2004 odnotowała 22 mln funtów zysków ze sprzedaży wydawnictw Williamsa. W 2003 znalazł się na trzecim miejscu zestawienia najlepiej zarabiających ludzi muzycznego show-biznesu w Wielkiej Brytanii, a jego majątek oszacowano na ok. 44 mln dol.. W 2006 wpływy firmy oszacowano na ok. 7,2 mln funtów.

### Uzależnienia
Od wczesnych lat nastoletnich nadużywał alkoholu i narkotyków, ostatecznie w dorosłym życiu popadł w uzależnienie od używek. W 1995, krótko po odejściu z Take That, przez kilka kolejnych miesięcy cierpiał na depresję. We wrześniu 1996 z pomocą Eltona Johna podjął terapię odwykową, która jednak nie przyniosła oczekiwanych rezultatów, dlatego poddał się kolejnej, w czerwcu 1997. Przez wiele lat chorował na depresję.
Zmagał się także z uzależnieniem od seksu i hazardu oraz papierosów.
W 2007 odbył terapię odwykową w klinice Meadows w Arizonie w związku z uzależnieniem od antydepresantów i kofeiny.

## Trasy koncertowe
Solowe
- Show Off Must Go On Tour (1997)
- Ego Has Landed Tour (1998)
- One More for the Rogue Tour (1998–1999)
- 1999 Tour (1999)
- The Sermon on the Mount Tour (2000–2001)
- Weddings, Barmitzvahs & Stadiums Tour (2001)
- 2003 Tour (2003)
- Close Encounters Tour (2006)
- Take the Crown Stadium Tour (2013)
- Swings Both Ways Live (2014)
- Let Me Entertain You Tour (2015)
- The Heavy Entertainment Show Tour (2017–2018)

Rezydencje
- Robbie Williams Live in Las Vegas (2019)

Z zespołem Take That
- Party Tour (1992–1993)
- Everything Changes Tour (1993–1994)
- Pops Tour (1994–1995)
- Progress Live (2011)